# Pat Cowdell
Pat Cowdell, właśc. Patrick Cowdell (ur. 18 sierpnia 1953 w Smethwick) – brytyjski bokser kategorii piórkowej i koguciej. W 1974 roku zdobył mistrzostwo na Igrzyskach Wspólnoty Narodów 1974 w Christchurch. W 1975 roku zdobył brązowy medal na Mistrzostwach Europy w Katowicach, a w 1976 brązowy medal w wadze koguciej na  igrzyskach olimpijskich w 1976 w Montrealu.

## Kariera zawodowa
Po zdobyciu medalu olimpijskiego Cowdell rozpoczął karierę zawodową. Jego pierwszym przeciwnikiem był Albert Coley. Pokonał go na punkty. Wygrał kolejne pięć walk. Pierwszą porażkę poniósł 23 stycznia 1978 roku z Alanem Robertsonem. Następnie wygrał kolejnych 5 pojedynków z Alanem Buchananem, Jackiem McGillem, Paddym Grahamem, Lesem Pickettem i Jeanem-Jacquesem Sourisem. Stoczył 2 walki z Dave’em Needhamem. W pierwszej z nich poniósł porażkę. W rewanżu wygrał na punkty, następnie wygrywając kolejnych 8 walk. Kolejną porażkę poniósł w walce z Salvadorem Sánchezem. Następnie wygrał kolejne 11 pojedynków. Następnie 12 października 1985 przegrał walkę z Azumahem Nelsonem. Przez kolejne 2 lata toczył walki. Karierę zawodową zakończył 18 maja 1988 po przegranej z Floydem Havardem.

## Źródła
- databaseOlympics. databaseolympics.com. [zarchiwizowane z tego adresu (2007-09-29)].
- Cowdell’s professional record. britishboxing.net. [zarchiwizowane z tego adresu (2007-09-27)].
- Profil zawodnika na boxrec.com